# Carl Theodor Zahle
Carl Theodor Zahle (1866 - 1946) foi um político da Dinamarca. Ocupou o cargo de primeiro-ministro da Dinamarca.